# دقلوئية (كيسكان)
دقلوئیة (بالفارسية: دقلوئیه) هي قرية تقع في إيران في قسم كيسكان الريفي.